# Лос-Кабос (муниципалитет)
Лос-Кабос (исп. Los Cabos) — муниципалитет в Мексике, штат Южная Нижняя Калифорния, с административным центром в городе Сан-Хосе-дель-Кабо. Численность населения, по данным переписи 2020 года, составила 351 111 человек.

## Общие сведения
Название Los Cabos в переводе с испанского языка — мысы, так как в муниципалитете есть несколько известных мысов: Сан-Хосе, Сан-Лукас, Фрайлес и другие.
Площадь муниципалитета равна 3752 км², что составляет 5,1 % от площади штата, а наиболее высоко расположенное поселение Сан-Венасио, находится на высоте 998 метров.
На севере он граничит с другим муниципалитетом Южной Нижней Калифорнии — Ла-Пасом, а также омывается водами: Калифорнийского залива на востоке, и Тихого океана на юге и западе.
Климат полупустынный. Среднегодовая температура 26° С. Летом жарко, температура воздуха достигает 33° С. Зимой прохладно и ветрено. Сезон дождей с сентября по октябрь месяц, осадков мало.

## Исторические факты
В июне 2012 года в Лос-Кабосе состоялся саммит G20.

## Фауна
Есть несколько видов животных: барсук, серая лисица, кролик, заяц, американская пума, суслик и койот.
Среди птиц: Колибри, дятел, голуби. Морские птицы: чайки, пеликаны, тиранны и альбатросы.

## Учреждение и состав
Муниципалитет был образован в 1981 году, Конгресс штата утвердил создание четвёртого муниципалитета, отделив часть территории от муниципалитета Ла-Пас, в его состав входит 428 населённых пунктов, самые крупные из которых:
| Код INEGI                  | Населённый пункт                                                                                      | Численность населения (2005 год) | Численность населения (2010 год) | Численность населения (2020 год) |
| -------------------------- | --- | -------------------------------- | -------------------------------- | -------------------------------- |
| 008                        | Всего                                                                                                 | 164162                           | 238487                           | 351111                           |
| 0054                       | Кабо-Сан-Лукас (исп. Cabo San Lucas) 22°53′49″ с. ш. 109°55′31″ з. д.                                 | 56811                            | 68463                            | 202694                           |
| 0001                       | Сан-Хосе-дель-Кабо (исп. San José del Cabo) 23°03′42″ с. ш. 109°41′41″ з. д. (административный центр) | 48518                            | 69788                            | 136285                           |
| 0217                       | Ла-Рибера (исп. La Ribera) 23°35′48″ с. ш. 109°35′10″ з. д.                                           | 1757                             | 2050                             | 2320                             |
| 0159                       | Мирафлорес (исп. Miraflores) 23°22′01″ с. ш. 109°46′42″ з. д.                                         | 1389                             | 1384                             | 1359                             |
| 0593                       | Эль-Кампаменто (исп. El Campamento) 23°32′29″ с. ш. 109°40′38″ з. д.                                  | 300                              | 531                              | 855                              |
| —                          | Прочие                                                                                                | 55387                            | 96271                            | 7605                             |
| Названия на карте Генштаба | |                                  |                                  |                                  |

## Экономическая деятельность
По статистическим данным 2000 года, работоспособное население занято по секторам экономики в следующих пропорциях:
- сельское хозяйство, скотоводство и рыбная ловля — 5,4 %;
- промышленность и строительство — 22,7 %;
- торговля, сферы услуг и туризма — 68,4 %;
- безработные — 3,5 %.

## Инфраструктура
В муниципалитете расположен международный аэропорт Лос-Кабос.
По статистическим данным 2020 года, инфраструктура развита следующим образом:
- электрификация: 98,3 %;
- водоснабжение: 76,9 %;
- водоотведение: 97,5 %.

## Туризм
Курортная зона Лос-Кабоса состоит из трех разных городков: Кабо-Сан-Лукаса, Сан-Хосе-дель-Кабо и соединяющего их туристического коридора протяжённостью в 33 км.
Самая известная природная достопримечательность Лос Кабос — величественная скала «Эль-Арко». Эль-Арко представляет собой огромную гранитную арку. Это место, в котором встречаются воды Тихого океана и моря Кортеса. Эль-Арко внесен в список Всемирного наследия ЮНЕСКО и является символом самого города.
Лос-Кабос признан одним из лучших мест в мире по спортивной рыбалке на голубого, чёрного и полосатого марлина.
Летом популярными видами спорта являются: дайвинг, сёрфинг и катание на байдарках.